# Cratere Gina
Gina  è un cratere sulla superficie di Venere.